# Ngôn ngữ viết

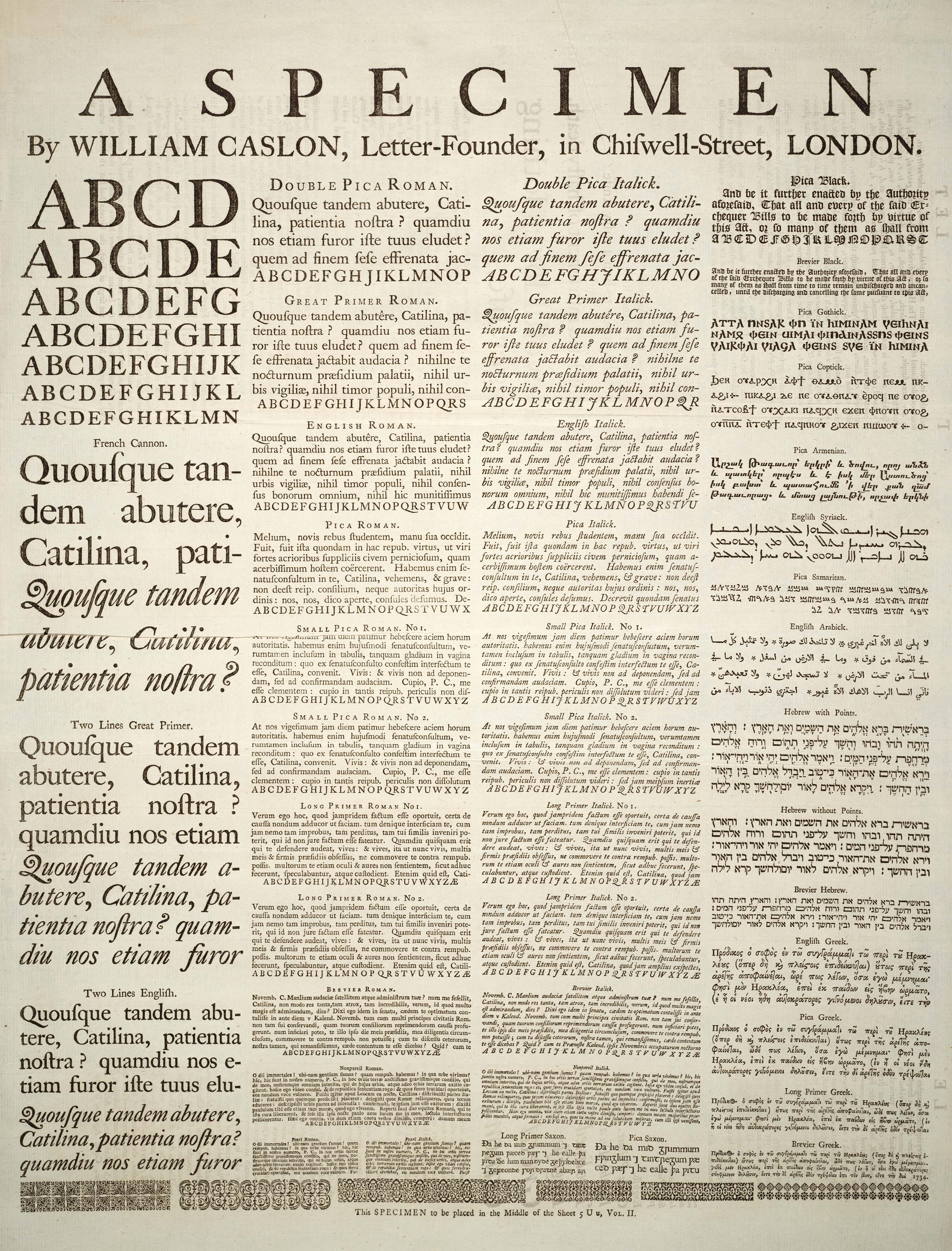
Một mẫu của các phông chữ và ngôn ngữ sắp chữ, của William Caslon, người lập ra các chữ cái; từ bách khoa toàn thư 1728.

Ngôn ngữ viết, còn gọi là văn viết (văn ở đây nghĩa là ngôn ngữ), là đại diện của một ngôn ngữ nói hoặc cử chỉ ngôn ngữ bằng phương tiện của một hệ thống chữ viết. Ngôn ngữ viết là một phát minh ở chỗ nó phải được dạy cho trẻ em, những người sẽ tiếp nhận ngôn ngữ nói hoặc ngôn ngữ ký hiệu bằng cách tiếp xúc ngay cả khi chúng không được hướng dẫn chính thức.
Một ngôn ngữ viết chỉ tồn tại như một sự bổ sung cho một ngôn ngữ nói cụ thể và không có ngôn ngữ tự nhiên nào được viết hoàn toàn.

## So sánh với ngôn ngữ nói
Ngôn ngữ viết thay đổi chậm hơn so với ngôn ngữ nói. Khi có ít nhất một bản lưu trữ của một ngôn ngữ khác biệt mạnh mẽ với ngôn ngữ nói, tình huống dẫn đến được gọi là diglossia. Tuy nhiên, điều đó vẫn thường được coi là một ngôn ngữ nằm giữa ngôn ngữ văn học và các ghi nhận khác, đặc biệt nếu hệ thống chữ viết phản ánh cách phát âm của nó.